# Franz Stangl
Franz Paul Stangl (ur. 26 marca 1908 w Altmünster, zm. 28 czerwca 1971 w Düsseldorfie) – Austriak, SS-Hauptsturmführer, jeden z głównych wykonawców Holokaustu, komendant niemieckich obozów zagłady Treblinka i Sobibór.

## Życiorys
Do austriackiej policji wstąpił w 1931, a wkrótce potem do tamtejszej NSDAP. Był też członkiem SS. Jego kariera w nazistowskim aparacie terroru rozpoczęła się po anschlussie Austrii przez III Rzeszę. Początkowo zajmował się procesem zorganizowanego uśmiercania umysłowo chorych i inwalidów (Akcja T4) w zamku Hartheim.
W marcu 1942 został komendantem Sobiboru, gdzie pełnił służbę do września 1942. Następnie przeniesiony, do sierpnia 1943 pełnił funkcję komendanta Treblinki. Zawsze ubrany w biały jeździecki mundur cieszył się opinią „najlepszego komendanta obozów hitlerowskich w Polsce”, co wielokrotnie podkreślał jego przełożony Odilo Globocnik. Stangl był odpowiedzialny za śmierć ok. 900 tysięcy Żydów polskich, z których ponad 700 tysięcy zamordowano za czasów jego komendantury w Treblince. Gdy przybył do tego ostatniego obozu, musiał na nowo zorganizować proces eksterminacji, gdyż jego poprzednik dr Irmfried Eberl „nie wykonywał swoich obowiązków należycie” (według opinii inspektora obozów zagłady Christiana Wirtha). Komory gazowe uległy uszkodzeniu, transporty z ofiarami oczekiwały tygodniami na bocznicy kolejowej na śmierć, a wokół obozu roznosił się straszliwy odór rozkładających się ciał. Stangl miał spowodować utajnienie procesu eksterminacji i zwiększenie jego wydajności. W tym celu przy obozowej rampie w Treblince zlecił budowę drewnianej atrapy dworca, by przyszłe ofiary nie domyślały się, co je czeka. Wybudował także nowe komory gazowe, które mogły pomieścić do 3 tysięcy ludzi. Usprawnił całą organizację obozu, dzięki czemu proces eksterminacji mógł przebiegać bez zakłóceń. Stangl nie traktował przyszłych ofiar jako ludzi, lecz jako „towar”, który należy zlikwidować.
Po wojnie udało mu się ukryć swoją tożsamość i nierozpoznany uciekł z austriackiego więzienia w 1947. Następnie Stangl, wraz z innym zbrodniarzem Gustavem Wagnerem (zastępcą komendanta Sobiboru), uciekł do Włoch. Stamtąd, z pomocą niektórych urzędników Watykanu, m.in. biskupa Aloisa Hudala, przedostał się do Syrii. W 1951 Stangl z rodziną wyjechał do Brazylii. Tam przez kilka lat żył pod własnym nazwiskiem, nie niepokojony. Dopiero w 1961 władze austriackie podjęły bardziej intensywne działania w celu doprowadzenia go przed oblicze sprawiedliwości. Przez 6 lat trwało kierowane przez Szymona Wiesenthala polowanie na Stangla, co zaowocowało jego schwytaniem w 1967.
„Der Spiegel” (nr 28/1967) poświęcił tej akcji artykuł, z którego wynika, że informację o miejscu pobytu Stangla Wiesenthal otrzymał w 1964 od pewnego byłego gestapowca w zamian za czek na 7000 dolarów, płatny dopiero w przypadku schwytania zbrodniarza. Początkowo informator miał zażądać 25 000, ale Wiesenthalowi udało się wynegocjować niższe wynagrodzenie („po cencie za każdego zamordowanego w Treblince Żyda”). Aby ująć Stangla (zatrudnionego w zakładach Volkswagena w São Paulo), brazylijska policja zwabiła go do szpitala, poinformowawszy uprzednio telefonicznie o rzekomym wypadku córki.
O ekstradycję wystąpiły Izrael i Polska (w których zbrodniarz mógł oczekiwać kary śmierci), a także Austria. Ostatecznie jednak władze brazylijskie wydały Stangla z powodów proceduralnych Republice Federalnej Niemiec. Zgodnie z brazylijskim prawem Stangl nie mógł bowiem zostać wydany krajowi, w którym za popełnione czyny groziłaby kara surowsza niż sankcje przewidziane w kodeksie karnym Brazylii. Warunkiem ekstradycji było złożenie stronie brazylijskiej – przez ówczesnego premiera Nadrenii Północnej-Westfalii – pisemnego przyrzeczenia ograniczenia wymiaru kary (częściowego ułaskawienia) w przypadku orzeczenia przez niemiecki sąd dożywocia.
W cytowanym powyżej artykule „Der Spiegel” opisuje także wyraźną ulgę Stangla (wyartykułowaną po upewnieniu się, że zatrzymania nie dokonują funkcjonariusze izraelscy) oraz decyzję kapitana samolotu, którym zbrodniarz miał być deportowany do Niemiec. Po zorientowaniu się, że w klasie ekonomicznej (w której miał być przewożony Stangl) podróżuje ok. 40 Żydów, kapitan zarządził ze względów bezpieczeństwa przeniesienie deportowanego i towarzyszących mu dwóch funkcjonariuszy eskorty do pierwszej klasy.
16 października 1969 prokurator Joachim Heydenrich poinformował, że zakończono prace nad sporządzeniem aktu oskarżenia Stangla. Proces zbrodniarza zakończył się 22 grudnia 1970. Uznany za winnego śmierci 900 tysięcy ludzi, został skazany na najwyższy wymiar kary: dożywocie. W trakcie procesu stwierdził, że „ma czyste sumienie, gdyż wykonywał tylko swoje obowiązki”. Stangl zmarł w więzieniu na zawał serca w 1971.
Dziennikarka i pisarka Gitta Sereny podjęła się próby zgłębienia osobowości oprawcy. Przeprowadziła liczne rozmowy ze Stanglem, w czasie, gdy oczekiwał na proces. Ich efektem była wydana w 1974 książka Into That Darkness (edycja polska: Gita Sereny, W stronę ciemności. Rozmowy z komendantem Treblinki, wyd. Cyklady, Warszawa 2002).